# Alice Soto
Alice Fernanda Soto Gallegos (Salamanca, Guanajuato; 26 de marzo de 2006) es una futbolista mexicana. Juega como medio ofensivo en el club Rayadas de la Liga MX Femenil de México y en la selección sub-20 de México.

## Trayectoria
En 2018, a la edad de doce años y dos meses, Soto se convirtió en la futbolista profesional más joven en ser inscrita en la Federación Mexicana de Fútbol.
En febrero de 2020, a sus 13 años, debutó en la Liga MX Femenil con el Pachuca, ingresando como suplente en el minuto 65 en una victoria por 5-0 contra el Querétaro. El 28 de marzo de 2021, con 14 años, Soto se convirtió en la futbolista mexicana más joven en marcar un gol a nivel profesional cuando las Tuzas vencieron de visitante al Puebla por la mínima.

## Selección nacional
En mayo de 2019 recibió su primera convocatoria a la selección sub-15 de México, debutando días más tarde en un partido amistoso contra Toluca. Con la Tricolor sub-15 sale campeona de la Copa Internacional Dallas Girls en abril de 2019, tras ganar la final con un gol de su autoría.

## Clubes
| Club      | País   | Año         |
| --------- | ------ | ----------- |
| Pachuca   | México | 2018 - 2024 |
| Monterrey | México | 2025 -      |

## Palmarés

### Títulos internacionales
| Título                           | Equipo | Sede                 | Año  |
| -------------------------------- | ------ | -------------------- | ---- |
| Campeonato Sub-20 de la Concacaf | México | República Dominicana | 2023 |

(*) Incluyendo la Selección

### Distinciones individuales
| Distinción                                        | Año  |
| ------------------------------------------------- | ---- |
| Balón de Oro del Campeonato Sub-20 de la Concacaf | 2023 |